# Konzorcij
Konzorcij je zveza dveh ali več oseb, gospodarskih družb, organizacij ali vlad (ali katerakoli kombinacija) z namero sodelovanja v skupnih aktivnostih ali pa z izkoriščanjem skupnih virov za dosego skupnega cilja.
Konzorcij se ustanovi s pogodbo, ki določa obveznosti in pravice vseh članov.
Konzorcij je pogostejši v neprofitnemu sektorju. Primer profitabilnega konzorcija je bil Airbus. Airbusov lastnik je danes EADS. EADS je združenje Aérospatiale-Matra (Francija), Daimler-Chrysler Aerospace (Nemčija) in Construcciones Aeronáuticas (Španija), ki so bili partnerji v konzorciju. BAE Systems ima v lasti preostalih 20%.
Delo in profit sta porazdeljena na enakih osnovah kot lastništvo.